# Caterham CT01
Chronologie des modèles (2012)
Lotus T128 Caterham CT03
La Caterham CT01 est la monoplace de Formule 1 engagée par l’équipe Caterham F1 Team dans le cadre du championnat du monde de Formule 1 2012. Elle débute en championnat le 18 mars 2012 au Grand Prix d’Australie, pilotée par le Finlandais Heikki Kovalainen et le Russe Vitaly Petrov.

## Design et technique
Dévoilée au public le 25 janvier 2012 sur Internet et par l'intermédiaire du magazine anglais F1 Racing, son design traduit les nouvelles règlementations en vigueur en Formule 1 pour la saison 2012 ; le museau de la monoplace notamment doit désormais satisfaire une hauteur limite maximale, d'où une forme plate comparable au nez d'un gavial. Une nouvelle fois motorisée par le moteur Renault (dans sa version RS27-2012) associé à une boîte de vitesses Red Bull, la CT01 se dote en revanche pour la première fois d'un système SREC dont l'absence la saison passée sur la Lotus T128 fut jugée pénalisante,.

## Résultats en championnat du monde de Formule 1
| Saison | Écurie           | Moteur               | Pneus   | Pilotes           | Courses | Courses | Courses | Courses | Courses | Courses | Courses | Courses | Courses | Courses | Courses | Courses | Courses | Courses | Courses | Courses | Courses | Courses | Courses | Courses | Points inscrits | Classement |
| Saison | Écurie           | Moteur               | Pneus   | Pilotes           | 1       | 2       | 3       | 4       | 5       | 6       | 7       | 8       | 9       | 10      | 11      | 12      | 13      | 14      | 15      | 16      | 17      | 18      | 19      | 20      | Points inscrits | Classement |
| ------ | ---------------- | -------------------- | ------- | ----------------- | ------- | ------- | ------- | ------- | ------- | ------- | ------- | ------- | ------- | ------- | ------- | ------- | ------- | ------- | ------- | ------- | ------- | ------- | ------- | ------- | --------------- | ---------- |
| 2012   | Caterham F1 Team | Renault V8 RS27-2012 | Pirelli |                   | AUS     | MAL     | CHI     | BAH     | ESP     | MON     | CAN     | EUR     | GBR     | ALL     | HON     | BEL     | ITA     | SIN     | JAP     | COR     | IND     | ABU     | USA     | BRÉ     | 0               | 10e        |
| 2012   | Caterham F1 Team | Renault V8 RS27-2012 | Pirelli | Heikki Kovalainen | Abd     | 18e     | 23e     | 17e     | 16e     | 13e     | 18e     | 14e     | 17e     | 19e     | 17e     | 17e     | 14e     | 15e     | 15e     | 17e     | 18e     | 13e     | 18e     | 14e     | 0               | 10e        |
| 2012   | Caterham F1 Team | Renault V8 RS27-2012 | Pirelli | Vitaly Petrov     | Abd     | 16e     | 18e     | 16e     | 17e     | Abd     | 19e     | 13e     | Np      | 16e     | 19e     | 14e     | 15e     | 19e     | 17e     | 16e     | 17e     | 16e     | 17e     | 11e     | 0               | 10e        |

Légende : ici